# Acalcarella kasimovi
Acalcarella kasimovi är en tvåvingeart som först beskrevs av Akhrorov 1975.  Acalcarella kasimovi ingår i släktet Acalcarella och familjen fjädermyggor. Inga underarter finns listade i Catalogue of Life.